# Resistance 3
Resistance 3 — науково-фантастичний шутер від першої особи для ігрової приставки PlayStation 3. Розробник гри — студія Insomniac Games, видавець — Sony Computer Entertainment, дистриб'ютор в Україні — GameStop. Гра надійшла у продаж 8 вересня 2011.
Resistance 3 є третьою частиною серії Resistance, та продовженням найуспішнішої гри зі стартової лінії ігор Playstation 3 — Resistance: Fall of Man. Як і попередні ігри серії, Resistance 3 ексклюзивна для платформи Playstation 3.

## Ігровий процес
Resistance 3 являє собою класичний консольний 3D-шутер. Гравець бачить світ від першої особи, очима головного героя, Джозефа Капеллі. Керування здійснюється за допомогою контролера Dualshock 3 — лівий стік відповідає за пересування головного героя, правий — за напрям його погляду. Resistance 3 підтримує керування за допомогою motion-контролера Playstation Move. У грі наявна різноманітна зброя середини ХХ сторіччя і фантастична зброя химер. Гравець мусить періодично конструювати зброю з усього що трапляється йому під руку — наприклад, гранати з залізних банок з-під консервів, що начинені цвяхами.
Можлива як багатокористувацька гра по мережі Інтернет, так і локальна за однією приставкою у режимі розділеного екрана. Локальний мультиплеєр — лише кооперативне проходження кампанії на двох гравців, Інтернет-мультиплеєр — як кампанія, так і різноманітні змагальні режими. Змагальні режими фокусується на організованості, й менше зав'язані на групах, аніж в Resistance 2.

## Сюжет
У 1953 році капрала Джозефа Капеллі, єдиного вцілілого члена Вартових, звільняють за страту Нейтана Гейла, попри те, що він зробив це, щоби Гейл не перетворився на Химеру. Через чотири роки Капеллі одружується зі Сьюзен Фарлі, прийомною сестрою Нейтана, і тепер живе з громадою біженців у місті Гейвен, штат Оклахома. Оскільки люди тепер володіють ліками проти вірусу Химери, прибульці шукають їх і винищують. Капеллі та його рота ополченців відбиваються від Химер, які попри всі зусилля викликають літаючу платформу, щоб знищити місто.
Готуючись до евакуації, Капеллі зустрічає доктора Федора Малікова, який пояснює, що Химера відкрила кротовину над  Нью-Йорком з метою назавжди заморозити Землю та зробити її непридатною для життя людей (і відповідно придатною для Химери). Капеллі відмовляється йому допомогти, але дружина благає його подумати, оскільки їхній син надто слабкий, щоб вижити в таких суворих умовах. Викравши старий траулер, Капеллі та Федор пробираються вгору по річці Міссісіпі, відбиваючись від здичавілих Химер, поки човен не знищується павукоподібною машиною Голіафом. Отямившись, вони виявляють, що течія принесла їх у Сент-Луїс, штат Міссурі.
Оскільки Маліков поранений, Капеллі йде далі сам і приходить у Сент-Луїс, де знаходить групу людей. Їхній лідер Чарлі погоджується відвезти Капеллі до Нью-Йорка в обмін на допомогу в ремонті транспорту. Загін  Химер влаштовує їм засідку біля Маунт-Плезант, штат Пенсільванія, змусивши Капеллі та Малікова покинути решту групи. Уникаючи уваги ворожих пошукових груп, вони досягають покинутих вугільних шахт, де зустрічають іншу групу вцілілих. Вони дізнаються, що міський священник Джонатан Роуз зник кілька днів тому під час полювання на «Сатану», величезну Химеру, що живе в сусідніх шахтах. Капеллі вистежує Джонатана, і їм вдається вбити Сатану. З вдячності жителі міста лагодять старий вугільний поїзд, щоб вони могли продовжити свою подорож.
У дорозі зграя бандитів атакує поїзд. Капеллі перемагає їх, але згодом поїзд перевертає дикий Овдовлювач. Опинившись під уламками, Капеллі безпорадно спостерігає як ватажок бандитів Мік обезголовлює Малікова. Капеллі бандити схоплюють і доставляють до їхньої схованки у в'язниці Гретерфорд, де змушують битися на гладіаторських боях. Герберт, лакей Міка, талановитий інженер, звільняє Капеллі з ув’язнення та доручає йому саботувати захист в’язниці. Всупереч втручанню Міка, план вдається, Химери спустошують в’язницю та вбивають бандитів. Скориставшись насталою панікою Капеллі знаходить Міка і вбиває його.
Нарешті Капеллі досягає Нью-Йорка. Надіславши прощальне повідомлення своїй родині по радіо, він пробивається через загони Химер, доки не потрапляє під щільний обстріл. В останню мить прибувають бійці з Сент-Луїсу та витягують його. Чарлі пропонує відвезти його додому, але Капеллі вмовляє його допомогти влаштувати атаку на вишку-тераформер, розташований у центрі міста.
Залишки людського опору штурмують платформу та саботують її енергетичне ядро, спрямовуючи на зіткнення з тераформером. Капеллі випадає з платформи, але його ловлять союзники на конвертоплані. Зіткнення руйнує вишку, тераформер затягує до кротовини і вона закривається. Температура на Землі повертається до нормального рівня, роблячи Химер вразливими. Оскільки головна перевага Химери зникла, групи людського опору по всьому світу починають знищувати Химеру та розпочинають відновлення своїх націй. Тим часом Капеллі возз’єднується зі своєю дружиною та сином.

## Розробка та промоушн
У 2009 році рекламний щит з назвою гри був помічений у місці, де мали знімати «Битву за Лос-Анджелес», кінофільм виробництва Columbia Pictures, що є дочірньою компанією Sony. Але, незважаючи на рекламний щит, ані Sony, ані Insomniac Games не дали коментарів з цього приводу. 25 травня 2010 року, Insomniac Games повідомила, що окрім роботи над новим мультиплатформним проєктом, вони також займуться розробкою ексклюзивної гри для PlayStation 3. Офіційно Resistance 3 була анонсована лише 17 серпня 2010 року, на виставці Gamescom в Кельні, Німеччина — там, та стенді Sony, був показаний перший трейлер Resistance 3. 28 вересня 2010, в мережу потрапив концепт-арт та скріншоти декількох варіантів Химер, а також двох персонажів-людей (у номері журналу Game Informer від листопада 2010 року було заявлено, що ці персонажі — це герої попередніх частин серії, Джозеф Капеллі та Сьюзан Фарлі). Достовірність зображень в Insomniac не прокоментували. Перше відео з вставками ігрового процесу було продемонстровано під час проведення церемонії Spike Video Game Awards 2010.

### Просування в Україні
30 серпня 2011 року на сайті журналу Gameplay офіційний український дистриб'ютор, компанія GameStop, провів конкурс «Опір по-українськи». Відвідувачам сайту було запропоновано зобразити як, на їхню думку, виглядав опір Химерам та території України. Переможець конкурсу отримав спеціальне видання гри — Resistance 3 Special Edition.
9 вересня 2011 року у найбільшому комп'ютерному клубі Європи — «Київ Кіберспорт Арена» пройшли змагання з Resistance 3.

## Оцінки й відгуки
| Агрегатор  | Оцінка |
| ---------- | ------ |
| Metacritic | 83/100 |

| Видання                            | Оцінка |
| ---------------------------------- | ------ |
| Destructoid                        | 8/10   |
| Edge                               | 7/10   |
| Eurogamer                          | 8/10   |
| Famitsu                            | 34/40  |
| Game Informer                      | 7/10   |
| GamePro                            | [ 14 ] |
| GameRevolution                     | A−     |
| GameSpot                           | 8.5/10 |
| GameTrailers                       | 8.8/10 |
| GameZone                           | 8.5/10 |
| Giant Bomb                         | [ 19 ] |
| IGN                                | 9/10   |
| Joystiq                            | [ 21 ] |
| PlayStation: The Official Magazine | 8/10   |

Resistance 3 отримала «схвальні» відгуки згідно з агрегатором оглядів Metacritic.
Джеймс Стефані Стерлінг з Destructoid похвалив, що Resistance 3 повертає функції, прибрані з Resistance 2 і має чудову графіку. Завдяки сюжету, що не зменшує жвавості до фіналу, це найкраща гра в серії: «кампанія — це захоплива поїздка зі сцен, схожих на американські гірки, величезні битви з босами та незмінно швидкий екшн, а багатокористувацька гра — надійне, приємне, анархічне доповнення». Було розкритиковано необхідність довго оновлювати гру для онлайнової гри та часті збої, що змушують перепроходити етапи кампанії.
Згідно з Edge, Resistance 3 дуже неоднорідна. Вона є кульмінацією ідей, закладених у Resistance: Fall of Man, проте епізод з боротьбою проти бандитів надто відчужений від решти сюжету, і гра в цілому «непохитно старомодна». Багатокористувацька гра, як зазначалося в рецензії, відбувається швидше завдяки зменшенню кількості учасників, проте надає несправедливі переваги для досвідчених гравців, винагороджуючи за серії вбивств.
Стівен Ламбрехтс із IGN навпаки зазначив, що Resistance 3 «більш цілеспрямована та чітко структурована». Творці гри прагнули зробити її більш жахливою та особистою, що зрештою вдалося. Зменшення мастшабу подій при збільшенні масштабів загрози, що видніється на фоні, пішло на користь.

## Цікаві факти
- У світі Resistance ніколи не було російської революції 1917 року, тому Росія, звідки в 1908 році почалося вторгнення Химери, все ще лишається монархією.